# کانوی (تگزاس)
کانوی (به انگلیسی: Conway) یک منطقهٔ مسکونی در ایالات متحده آمریکا است که در شهرستان کارسون، تگزاس واقع شده‌است. کانوی ۱٬۰۵۴٫۰۱ متر بالاتر از سطح دریا واقع شده‌است.